# 中興路駅 (貴陽市)
中興路駅（ちゅうきょうろえき）は、中華人民共和国貴州省貴陽市南明区中興西路に位置する貴陽軌道交通2号線の駅。

## 歴史
- 2021年4月28日：開業[1]。

## 駅構造
相対式ホーム2面2線を有する高架駅。特に、白雲北路方面のホームは島式ホームへの拡張が可能な設計となっており、計画中のS3線と一部方向で同一ホーム乗り換えを実現する予定です。

### のりば
案内上ののりば番号は設定されていない。
| 路線    | 方向   | 行先                     |
| ------- | ------ | ------------------------ |
| ■ 2号線 | 北西行 | 龍洞堡機場・白雲北路方面 |
| ■ 2号線 | -      | 降車ホーム               |

## 駅周辺
- 交建花園
- 貴陽龍洞堡バスターミナル
- 水雲布依家園

## 隣の駅
貴陽軌道交通
■ 2号線
雲盤駅 - 中興路駅